# Gregorio Nariño Ortega
José Gregorio Manuel Antonio Nariño Ortega (Santafé, 12 de marzo de 1783-Cuba, 1834) fue un político y militar colombiano.
Nariño fue el hijo mayor del prócer de la independencia Antonio Nariño, y pese a que Nariño era afecto a la causa independentista, Gregorio era realista, situación que no le generó inconvenientes con su padre. Luchó en las fuerzas realistas, siendo capturado y entregado a su padre, quien lo liberó a Pablo Morillo.
Murió presuntamente en Cuba, donde se casó por tercera vez con una ciudadana española.